# Euritea
Euritea  (лат.) — род равнокрылых насекомых из семейства горбаток (Smiliinae, Membracidae).
Неотропика.
Пронотум простой, без надплечевых рогов и иных выступов. Передние крылья с разделёнными у основания жилками R, M и Cu, с 2 поперечными жилками m-cu с одной жилкой s. Задние крылья с жилкой 1 r-m. Голени задней пары ног с 3 продольными рядами капюшоновидных сет (cucullate setae)
.

## Систематика
Род включён в трибу Acutalini
- Euritea fasciata Buckton
- Euritea munda Walker
- Euritea personata Stål